# Prefectura autónoma yi de Liangshan
Liangshan (en chino, 涼山; pinyin, Liángshān, en yi: ꆃꎭꆈꌠꊨꏦꏱꅉꍏ; romanizado, niep sha nuo) es una prefectura autónoma de la República Popular China perteneciente a la provincia de Sichuan. A una distancia aproximada de 350 kilómetros de la capital provincial, limita al norte con Yibin y está casi rodeada por la provincia de Yunnan. Su área es de  2653 km² y su población total para 2010 superó los 710 mil habitantes.

## Administración
Desde el 20 de enero de 2021, Liangshan comprende 17 localidades administradas en 2 ciudades suburbanas y 15 condados rurales, de los cuales 1 es autónomo.
- Ciudad Xichang 西昌市
- Ciudad Huili 会理市
- Condado Yanyuan 盐源县
- Condado Dechang 德昌县
- Condado Huidong 会东县
- Condado Ningnan 宁南县
- Condado Puge 普格县
- Condado Butuo 布拖县
- Condado Jinyang 金阳县
- Condado Zhaojue 昭觉县
- Condado Xide 喜德县
- Condado Mianning 冕宁县
- Condado Yuexi	越西县
- Condado Ganluo 甘洛县
- Condado Meigu 美姑县
- Condado Leibo 雷波县
- Condado autónomo de Muli 木里藏族自治县

## Toponimia
Durante la dinastía Qing, Liangshan recibió su nombre debido a sus "picos escarpados y su clima frío durante todo el año", los sinogramas que la forman son Liang (凉 frío) y Shan (山 montaña). El pueblo Yi la llama  "niep shanuo", que significa "zona montañosa con densos bosques".
Como las otras regiones autónomas, se caracteriza por estar asociada a un grupo étnico minoritario, en este caso, los Yi . La región recibió la condición de "autónomo" cuando se estableció la Prefectura autónoma yi de Liangshan en enero de 1956.
La prefectura recibe el nombre «yi» debido a que al pueblo yi (o nosu) que son la mayor etnia de la región, ya que a ella pertenece el 48,85% de su población.